# Antoni Binimelis Sagrera
Antoni Binimelis Sagrera (Felanitx, 1926 - Nova Delhi, 1983). Orientalista i filòleg.
De jove feia de pagès al mateix temps que estudiava. S'especialitzà en llengües clàssiques. Es llicencià en filologia clàssica el 1957 i es doctorà el 1959 a la Universitat de Madrid amb la tesi "Estudios indianistas en España". El 1963 obtingué el lectorat de castellà a la Universitat de Delhi i a l'Escola Índia d'Estudis Internacionals. El 1968 es doctorà en filosofia amb la tesi "Un estudio de los Alamkaras y Kandakhavyas, que es va publicar el 1977. El 1970 fundà el Centre d'Estudis Hispànics de la Jawaharlal Nehru University de Nova Delhi. És autor de "Rubén Darío y España" (1967), "El orfismo y los misterios eléusicos" (1970), "La personificación de los fenómenos naturales en el Rig Veda", "El arte musulman en España" (1970), "La escatología en la literatura universal" (1980), "García Lorca y su Romancero Gitano", "Calderón y su tiempo" (1982). Publicà articles a les revistes Emérita i Papeles de la India. Morí a l'Índia l'any 1983.
Climent Picornell diu que "Binimelis penetrà dins els cànons de la lírica sànscrita, pels quals la bellesa és una irregularitat harmònica, una asimetria cercada, mentre que la perfecció (el «Brahman») és transhumana i inexpressable, el cercle perfecte és una entelèquia estèril. Tan diferent tot a la poesia d'arrel grecollatina." La seva obra ha estat reivindicada per Gonçal López Nadal, que el va conèixer a l'Índia. La Universitat de les Illes Balears i la Jawaharlal Nehru University publicaren el volum d'homenatge "Memorial Antoni Binimelis Sagrera" (1993).